# La Méaugon
La Méaugon (en bretó Lanvealgon, gal·ló Laméaugon) és un municipi francès, situat a la regió de Bretanya, al departament de Costes del Nord. L'any 1999 tenia 1.122 habitants.

## Demografia
| 1962                                       | 1968 | 1975 | 1982 | 1990 | 1999 |
| ------------------------------------------ | ---- | ---- | ---- | ---- | ---- |
| 547                                        | 550  | 572  | 785  | 993  | 1122 |
| Des de 1962: població sense dobles comptes |      |      |      |      |      |

## Administració
| Període | Identitat        | Partit |
| ------- | ---------------- | ------ |
| 2001-   | Armelle Bothorel | PS     |